# 王彦昌
王彦昌，金朝外戚，中都人，金哀宗的外祖父。
王彦昌是中都大兴府的平民，曾经梦见两个玉梳化为月亮，不久他的两个女儿出生，他去世后，有灵芝生长在他的棺柩上。他的两个女儿进入翼王完颜珣的王府。贞祐元年（1213年）九月，完颜珣即位为金宣宗，封妹妹为元妃，姐姐为淑妃。贞祐二年（1214年）七月，赐姓温敦氏，元妃被立为皇后。追封王彦昌祖父王得寿为司空、冀国公，祖母刘氏为冀国夫人，父亲王璞为司徒、益国公，母亲杨氏为益国夫人，王彦昌追赠太尉、封汴国公，妻子马氏为汴国夫人。金宣宗崩，淑妃生的儿子金哀宗即位。正大元年（1224年），金哀宗进封外祖父王彦昌为南阳郡王。